# Сподня Добрава-при-Моравчах
Сподня Добрава-при-Моравчах (словен. Spodnja Dobrava) — поселення в общині Моравче, Осреднєсловенський регіон, Словенія. 
Висота над рівнем моря: 417,9 м.